# شینگ هوینا

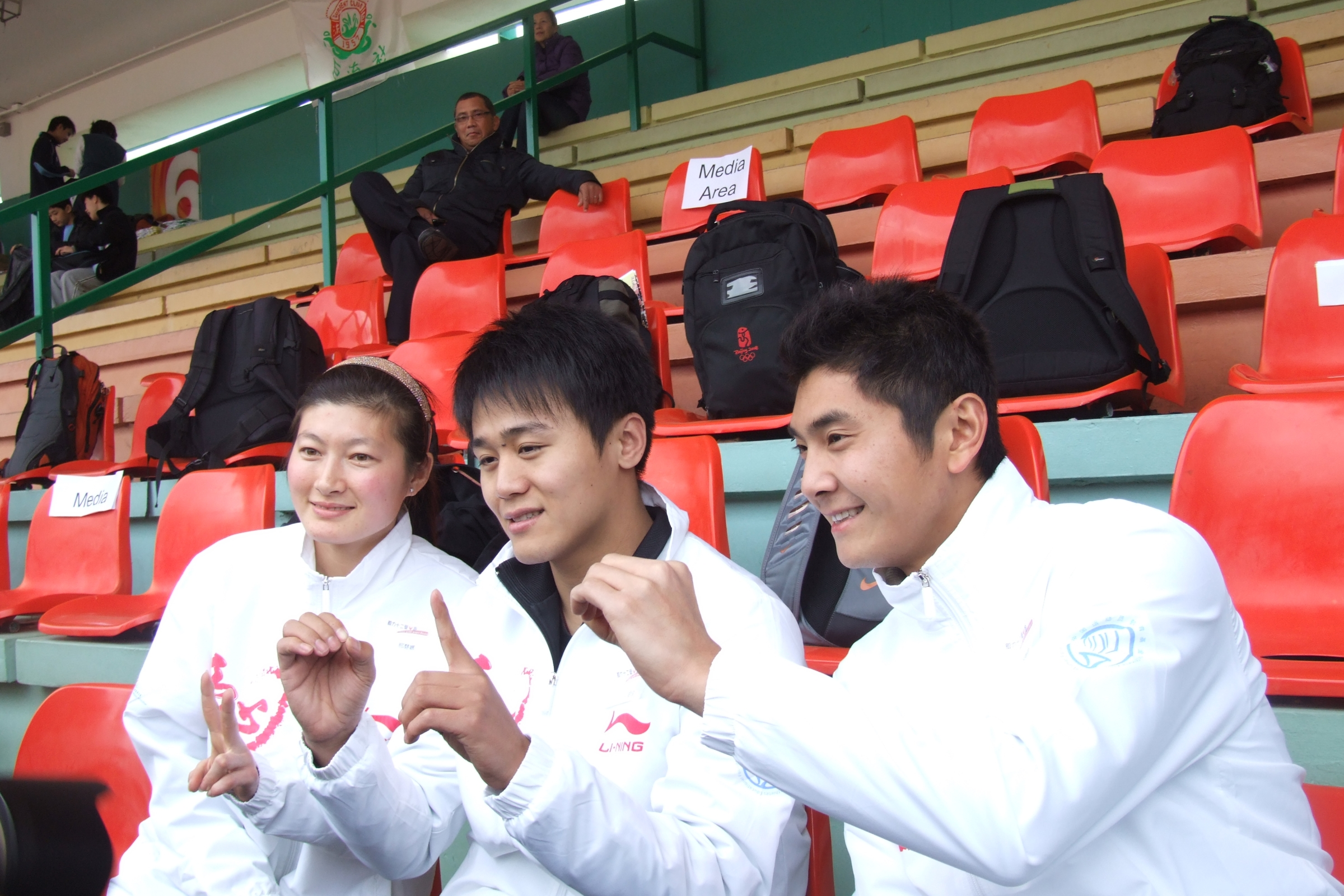
شینگ هوینا (انگلیسی: Xing Huina؛ زادهٔ ۲۵ فوریهٔ ۱۹۸۴) دونده دو استقامت اهل چین است. از افتخارات وی میتوان به کسب مدال طلا دو ۱۰٬۰۰۰ متر در بازی‌های المپیک تابستانی ۲۰۰۴ اشاره کرد.